# MACS J0717.5+3745
MACS Jo717.5+3745 (também chamada MACS J0717 ou simplesmente MACS 0717) é um amplo aglomerado de galáxias situado a 5,4 bilhões de anos-luz de distância na constelação Auriga, este grupo de galáxias consta no MAssive Cluster Survey (MACS).

## Descrição
O aglomerado foi formado por quatro grupos de galáxias independentes que estiveram envolvidos em uma colisão. Esta é a primeira vez em que esse fenômeno foi observado. As repetidas colisões em MACSJ0717 são causadas por um grande fluxo de galáxias, gás e matéria escura com 13 milhões de anos-luz, também conhecido como um filamento, despejando em uma região já cheia de matéria. Quando dois ou mais dos aglomerados de galáxias colidem, o gás quente no meio interestelar diminui, mas as galáxias, compostas principalmente de espaço vazio, não diminuem a velocidade. A velocidade e direção de cada um dos grupos envolvidos na colisão podem, assim, ser aproximadas ao examinar o deslocamento entre as galáxias e o gás.
Dos quatro subgrupos de galáxias, A, B, C, D, o subgrupo B está se movendo rapidamente em relação aos outros três, que por sua vez estão relativamente em repouso em relação a uns aos outros. O movimento rápido de B demonstra cinética do efeito Siunyáiev-Zeldóvich, esta é a primeira vez que isso foi observado em um objeto, ao invés de estatisticamente. O efeito cinético SZ do subgrupo B foi descoberto devido à sua ausência de um efeito térmico SZ, ao contrário dos outros três subgrupos.